# Treskavica
Treskavica er et bjerg centralt i Bosnien-Hercegovina, lige syd for Sarajevo. Det meste af bjerget ligger i Republika Srpska, men en mindre del i vest ligger indenfor Føderationen Bosnien-Hercegovina.
Med en højde på 2.088 meter er Treskavica det højeste af Sarajevo-bjergene, og kun 300 meter lavere end det højeste bjerg i landet. På klare dage med fint vejr kan man se helt til Montenegro og Adriaterhavet.
43°35′23″N 18°21′20″Ø / 43.5897°N 18.3556°Ø